# Distretto di Chiniot
Il distretto di Chiniot (in urdu: ضلع چنیوٹ) è un distretto del Punjab, in Pakistan, che ha come capoluogo Chiniot. Nel 1998 possedeva una popolazione di 965.124 abitanti.